# Ultra Jump
Ultra Jump (ウルトラジャンプ, Urutora Janpu) is een maandelijks mangamagazine voor seinenmanga. Het wordt gepubliceerd door Shueisha, onder de reeks Jump.

## Geschiedenis
In 1995 verscheen een speciale editie van Weekly Young Jump, met als titel "Young Jump: Ultra Special Issue: Ultra Jump". Deze speciale editie werd vervolgens in 1999 afgesplitst en omgevormd tot een volwaardig tijdschrift, getiteld Ultra Jump, waarvan de eerste editie op 19 oktober 1999 verscheen. Sindsdien verschijnt het tijdschrift maandelijks op de negentiende.
Op 19 maart 2008 lanceerde Ultra Jump een online spin-off, Young Jump: Ultra Special Issue: Ultra Jump (ヤングジャンプ超増刊ウルトラジャンプ, Yangu Janpu Chō Zōkan Orutora Janpu). Er bestaat ook een andere online editie, Ultra Jump Egg, waarin vooral manga verschijnen die niet in het hoofdmagazine komen.

## Inhoud
Het magazine brengt vooral reeksen uit de genres fantasy en sciencefiction, gericht op jongvolwassenen. Deze series staan er om bekend veel fanservice te bevatten. Het tijdschrift heeft een nauwe relatie met Super Bash Dunko, een reeks van light novels van dezelfde uitgeverij. De light novels worden ondersteund door manga-adaptaties te laten verschijnen in Ultra Jump. Regelmatig verschijnen er one-shots, onder de reeks Speciale One-shot (特別読切, Tokubetsu yomikiri). Bij elke editie wordt tot slot ook een item weggegeven dat te maken heeft met een of meerdere lopende series.

## Series
Dit overzicht is mogelijk incompleet; u kunt helpen door het uit te breiden.
Er zijn momenteel 21 series in het tijdschrift., waarvan vijf onderbroken en één die onregelmatig verschijnt. Enkele voorbeelden:
- JoJo's Bizarre Adventure (manga)

## Oplage
| Jaar | Oplage        | Oplage     | Oplage         | Oplage           |
| Jaar | januari-maart | april-juni | juli-september | oktober-december |
| ---- | ------------- | ---------- | -------------- | ---------------- |
| 2004 | 72.000        | 72.000     | 72.000         | 72.000           |
| 2005 | 72.000        | 72.000     | 72.000         | 72.000           |
| 2006 | 72.000        | 72.000     | 72.000         | 72.000           |
| 2007 | 71.916        | 71.916     | 71.916         | 71.916           |
| 2008 | 72.000        | 72.000     | 72.000         | 72.000           |
| 2009 | 71.334        | 70.000     | 70.000         | 70.000           |
| 2010 | 78.000        | 76.667     | 68.334         | 64.000           |
| 2011 | 61.334        | 75.000     | 62.667         | 63.000           |
| 2012 | 63.000        | 60.000     | 58.334         | 66.667           |
| 2013 | 60.334        | 59.000     | 55.000         | 57.334           |
| 2014 | 57.334        | 60.000     | 54.334         | 52.667           |
| 2015 | 60.000        | 51.000     | 48.667         | 48.000           |
| 2016 | 46.000        | 40.333     | 40.000         | 39.333           |
| 2017 | 41.000        | 40.333     | 40.000         | 39.333           |
| 2018 | 39.667        | 38.667     | 33.667         |                  |